# Bussjön (Sävars socken, Västerbotten, 709411-172870)
Bussjön är en sjö i Umeå kommun i Västerbotten och ingår i Sävarån-Tavelåns kustområde.